# Oscar Törnqvist
Oscar Theodor Törnqvist, född 21 januari 1865 i Faringe församling, Stockholms län, död 24 september 1955, var en svensk arkitekt. 
Törnqvist avlade mogenhetsexamen i Uppsala 1886 och utexaminerades från Kungliga Tekniska högskolan 1890. Han var praktiserande arkitekt från 1890, i byggnadsfirman Lindståhl & Törnqvist i Stockholm från 1901 och hos AB Ora från 1907.